# Albert Ebossé Bodjongo
Albert Ebossé Bodjongo (Douala, 6 de octubre de 1989 - Tizi Ouzou, 23 de agosto de 2014) fue un futbolista camerunés que jugaba en la posición de delantero por última vez para el Kabylie del Championnat National de Première Division.

## Biografía
Debutó como futbolista en 2008 con el Cotonsport Garoua, donde jugó durante dos años, ganando el título de liga en su última temporada en el club. Después fue fichado por el Unisport de Bafang, con el que jugó la final de la Copa de Camerún en su único año en el equipo. El 15 de abril de 2012 fichó por el Perak FA malayo como reemplazo del lesionado Lazar Popović. Debutó con el club el 17 de abril de 2012, y marcó su primer gol el 4 de mayo en un partido contra el Terengganu FA. En julio de 2013 fue traspasado al JS Kabylie, llegando a quedar en segunda posición en el Championnat National de Première Division y finalista de la Copa de Argelia. Además fue el máximo goleador del club en la temporada 2013/2014 con 17 goles.

### Muerte
El 23 de agosto de 2014 en el Stade du 1er Novembre 1954 de Tizi Ouzou fue golpeado en la cabeza con una piedra que le lanzó un aficionado desde la grada, en el partido que disputaba su club contra el USM Alger, partido que acabó en derrota por 1-2, siendo Ebossé el que marcó el gol para el equipo. Falleció horas después en la ambulancia que le transportaba al hospital tras sufrir un traumatismo craneoencefálico. Ese mismo día, por la mañana, fue padre.

## Clubes
| Club               | País    | Año         | Partidos | Goles |
| ------------------ | ------- | ----------- | -------- | ----- |
| Cotonsport Garoua  | Camerún | 2008 - 2010 | ¿?       | ¿?    |
| Unisport de Bafang | Camerún | 2010 - 2011 | ¿?       | ¿?    |
| Douala             | Camerún | 2011 - 2012 | 10       | 9     |
| Perak              | Malasia | 2012 - 2013 | 16       | 11    |
| Kabylie            | Argelia | 2013 - 2014 | 36       | 19    |

## Palmarés

### Campeonatos nacionales
| Título                      | Club              | País    | Año  |
| --------------------------- | ----------------- | ------- | ---- |
| Primera División de Camerún | Cotonsport Garoua | Camerún | 2010 |

### Distinciones individuales
| Título                                                          | Club    | País    | Año  |
| --------------------------------------------------------------- | ------- | ------- | ---- |
| Máximo goleador de la Championnat National de Première Division | Kabylie | Argelia | 2014 |